# Evan John Price
Pour les autres membres de la famille, voir Famille Price.
 (juillet 2015).
Si vous disposez d'ouvrages ou d'articles de référence ou si vous connaissez des sites web de qualité traitant du thème abordé ici, merci de compléter l'article en donnant les références utiles à sa vérifiabilité et en les liant à la section « Notes et références ».
Evan John Price (8 mai 1840 à Sillery - 31 août 1899 à Sillery à l'âge de 59 ans) était un homme d'affaires et politicien québécois.
Fils de William Price, il assume la direction de l'entreprise William Price and Sons de 1855 à 1867. Il fut propriétaire et président de la Price Brothers and Company avec ses deux frères David Edward Price et William Evan Price de 1867 à 1899.

## Biographie
Lorsque Evan John naquit, sa famille était confortablement installée dans son domaine de Wolfesfield de Sillery. Son père, toujours rattaché à son pays d'origine, envoya ses fils parfaire leur éducation en Angleterre. En 1853, après un séjour chez Kenneth Dowie, un ancien associé de son père, le jeune John fut inscrit dans une école privée de Brighton, en Angleterre. Il quitta cet établissement à Noël 1855. Trois ans plus tard, il écrivit à sa sœur Mary qu'il ne désirait pas poursuivre ses études à Oxford, qu'il préférait s'orienter vers l'agriculture ou le commerce.
Dès son retour d'Angleterre en 1861, Evan John prit aussi la tête de l'entreprise familiale avec ses frères et s'installa à Québec. Toutefois, il ne se concentra pas sur l'entreprise familiale, mais plutôt sur des exploitations minières. En association avec William Rhodes, Thomas Sheppard Barwis et Robert Lomas, il possédait des terres minières dans les comtés de Wolfe et de Mégantic.
En 1865, il acquiert le fief de Sainte-Anne-de-la-Pérade.
En janvier 1867, deux mois avant la mort de William Price Sr., la William Price and Son fut dissoute. Tout l'actif de la compagnie fut vendu à la Price Brothers and Company composée des frères célibataires» David Edward, William Evan et Evan John, pour la somme de 5s.
Evan John participa à l'administration de la Compagnie des steamers de Québec et de la Compagnie du chemin de fer de Québec, Montmorency et Charlevoix. Il fut vice-président de la Banque Union du Canada et président de la A. Gravel Lumber Company.
Au début des années 1880, il investit, avec Timothy Hibbard Dunn, des sommes importantes dans des prêts hypothécaires consentis au lieutenant-gouverneur du Manitoba, Mr. Joseph-Édouard Cauchon. Par la suite, à la faillite de celui-ci, les deux associés devinrent parmi les plus importants propriétaires immobiliers de Winnipeg.
Il fut également nommé au Sénat du Canada le 1er décembre 1888 pour la division des Laurentides, la même position que son frère David Edward occupa de 1867 à 1883. Il n'y occupa malheureusement son siège « qu'à de rares intervalles » d'après le journal L'Événement de Québec.
Evan John mourut le 31 août 1899. La Price Brothers and Company passa aux mains de son neveu, Sir William Price qui la réorienta vers le secteur des pâtes et papiers au XXe siècle.